# Cutting Crew
Cutting Crew — английская поп-рок-группа, образованная в 1985. Наиболее известна публике рок-балладой «(I Just) Died in Your Arms», с которой группа дебютировала на первой строчке чартов США.
Вокалист Ник Ван Ид (урожд. Николас Ид) (англ. Nick Van Eede) основал группу с канадским гитаристом Кевином Скоттом Макмайклом (англ. Kevin Scott MacMichael) в 1985 году. Они сделали 2 демо-записи для подписания контракта. Позже в 1986 году к ним присоединился бас-гитарист Колин Фэрли (англ. Colin Farley) и барабанщик Мартин Бидл (англ. Martin Beadle).
Первый альбом Broadcast был выпущен в 1986 году, благодаря продюсеру Ричарду Брэнсону из звукозаписывающей студии Virgin Records. Никому ранее не известная группа попала в хит-парады США, Канады и Норвегии — сразу на верхние позиции — со своей дебютной песней «(I Just) Died in Your Arms». Это было удачным началом.
Второй альбом The Scattering вышел в начале 1989 года и тоже был успешным. Композиция «(Between a) Rock and a Hard Place» побывала в рейтингах популярности (CA 54, UK 66, US 77). Это не было выдающимся результатом, но голос Ван Ида понравился взрослой аудитории североамериканского континента, и песня «Everything But My Pride» достигла максимума на 4-й строчке американского хит-парада, где находилась в списке 50-ти лучших в течение 22-х недель. В 1992 году группа выпустила третий альбом Compus Mentus, но он не получил должного признания как первые два альбома.
После распада группы в 1993 году Макмайкл присоединился к группе Роберта Планта и участвовал в записи альбома Fate of Nations. В канун 2002 года Кевин Макмайкл умер от рака лёгких, находясь дома в Nova Scotia в возрасте 51 года.
Ван Ид продолжил карьеру сольного исполнителя, продюсера и автора песен. Колин Фэрли создал группу и продолжил карьеру музыканта, выступая в рок-барах. Барабанщик Мартин Бидл ушёл из шоу-бизнеса.
В 2006 году Ник Ван Ид сделал попытку воссоздать группу с новым составом. В феврале 2006 года новый альбом Grinning Souls был выпущен на студии Hypertension Record Label. Обновлённая группа отправилась в тур по Германии, Великобритании, Дании. В 2008 году Cutting Crew заключили контракт с американской студией Spectra Records.

## Участники
- Ник Ван Ид — вокал, ритм-гитара, клавишные
- Кевин Макмайкл — гитара
- Колин Фэрли — бас-гитара
- Мартин Бидл — ударные
- Тони Мур — клавишные

## Дискография
- 1986 — Broadcast
- 1989 — The Scattering
- 1992 — Compus Mentus
- 2006 — Grinning Souls
- 2015 — Add to Favourites